# Liste der Kulturdenkmäler in Michelbach (Westerwald)
In der Liste der Kulturdenkmäler in Michelbach (Westerwald) sind alle Kulturdenkmäler der rheinland-pfälzischen Ortsgemeinde Michelbach (Westerwald) aufgelistet. Grundlage ist die Denkmalliste des Landes Rheinland-Pfalz (Stand 4. Mai 2023).

## Einzeldenkmäler
| Bezeichnung | Lage                              | Baujahr | Beschreibung                                                                                                  | Bild            |
| ----------- | --------------------------------- | ------- | --- | --------------- |
| Quereinhaus | Mittelstraße 50 Lage              | um 1800 | Fachwerk-Quereinhaus, teilweise massiv und verkleidet, um 1800                                                | Fotos hochladen |
| Scheune     | Mittelstraße 52 Lage              |         | ehemalige Fachwerkscheune                                                                                     | Fotos hochladen |
| Schulhaus   | Mittelstraße 59 Lage              | um 1910 | ehemalige Schule; Krüppelwalmdachbau, teilweise verschiefert, um 1910, Nebengebäude, Grundstück; Gesamtanlage | Fotos hochladen |
| Meilenstein | südlich des Ortes an der B 8 Lage | um 1820 | preußischer Ganzmeilenstein (Streckenkilometer 1,935), Obelisk, um 1820                                       | Fotos hochladen |